# Nuovo Esercito
I Nuovi Eserciti (Cinese tradizionale: 新軍, Cinese semplificato: 新军; Pinyin: Xīnjūn; mancese: Ice cooha) erano gli eserciti Qing modernizzati, addestrati ed equipaggiati secondo gli standard occidentali. Il primo dei nuovi eserciti fu fondato nel 1895 grazie alla consulenza di una missione militare tedesca.

## Storia
L'8 dicembre 1895, l'imperatrice vedova Cixi nominò Yuan Shikai come comandante dei 4.000 uomini che costituirono la base del primo Nuovo Esercito. Ulteriormente ampliato fino a 7.000 uomini, questo Nuovo Esercito divenne il più formidabile dei tre gruppi dell'esercito stanziati nei pressi di Pechino e si dimostrò efficace contro i Boxer nella provincia di Shandong. Yuan dimostrò la sua lealtà alla corte dei Qing, che fu comunque niente più che un gesto simbolico, impegnando solo un distaccamento per alleggerire Pechino dalle mani straniere.
Il Nuovo Esercito fu progressivamente ampliato e potenziato negli anni successivi, divenendo l'unico mezzo su cui il regime Qing poteva contare contro i moti rivoluzionari in tutta la Cina. Yuan divenne sempre più irriverente alla dinastia e solo fedele al partito di cui beneficiava, la sua defezione a Cixi contro l'imperatore Guangxu fu un duro colpo per la Riforma dei cento giorni.
L'esempio di successo del Nuovo Esercito fu seguito in altre province. Il nuovo esercito di Yuan fu ribattezzato l'Esercito Beiyang il 25 giugno 1902, in seguito Yuan fu ufficialmente promosso il "ministro del Beiyang". Prima della fine della dinastia nel 1911, aveva stabilito nuovi eserciti più consistenti per le province, tuttavia, l'esercito Yuan era ancora più potente, che comprendeva sei gruppi e che contava più di 75.000 uomini.
Yuan mantenne uno stretto controllo sul comando dell'esercito dopo la sua creazione, da assumere solo i funzionari fedeli a lui, ma dopo la sua morte nel 1916, i gruppi dell'esercito furono rapidamente frammentati in quattro forze principali di combattivi signori della guerra, in base alla collocazione di guarnigioni e fondarono l'omonimo Governo Beiyang. Questi gruppi militari e generali svolsero diversi ruoli nella politica della Repubblica di Cina fino alla fondazione della Repubblica Popolare Cinese in seguito alla vittoria del Partito Comunista Cinese nella guerra civile cinese.

## Figure note delBeiyang
- Yuan Shikai (袁世凱)
- Xu Shichang (徐世昌)
- Wang Shizhen (王士珍)
- Duan Qirui (段祺瑞)
- Cao Kun (曹錕)
- Feng Guozhang (馮國璋)
- Zhang Xun (張勳), 12 giorni di ristorazione della Dinastia Qing
- Wu Peifu (呉佩孚)
- Zhang Zuolin (張作霖), padre di Zhang Xueliang
- Feng Yuxiang (馮玉祥), espulse Puyi dalla Città proibita
- Sun Chuanfang (孫傳芳)
- Zhang Zongchang (張宗昌)
- Qi Xieyuan (齐燮元)
- Lu Yongxiang (盧永祥)
- Xu Shuzheng (徐樹錚)
- Song Zheyuan (宋哲元)
- Qin Dechun (秦徳純)
- Tang Shengzhi (唐生智), difese Nanchino nella Seconda guerra sino-giapponese
- Zhang Zhizhong (張治中)